# TV 7+ (Хмельницький)
TV7+ — регіональний обласний цифровий телеканал Хмельницького.

## Про телеканал
Телеканал розпочав свою роботу в ефірі 5 вересня 2013.
Програмне наповнення — інформаційний блок (новини, політика, економіка, курси валют, спорт, погода), а також пізнавальні та комерційні передачі, прямі ефіри, телешоу.
Ліцензія Національної ради України з питань телебачення і радіомовлення від 5 жовтня 2012 р.

## Мовлення

Колишній логотип

Канал належить народному депутату Сергію Лабазюку.
З 6 вересня 2017 по 1 січня 2018 року та з 19 березня по 27 липня 2022 року мовив на супутнику.
1 березня 2022 року почав мовити в MX-5 цифрової етерної мережі DVB-T2 по всій області на підставі тимчасового дозволу на час воєнного стану.
Також телеканал TV 7+ присутній у всіх кабельних мережах Хмельницької області.
Мовлення у Полонному та Білогір'ї на підставі тимчасового дозволу від 21 квітня 2022 року, припинено на початку жовтня 2023. 28 грудня 2023 отримав ліцензію на мовлення у МХ-5 Полонному та Білогір'ї, а 8 лютого 2024 року відмовився від ліцензії на місцевий МХ (47 ТВК) у Полонному.
6 лютого 2025 року телеканал розпочав мовлення в MX-5 у Полонному та Білогір'ї.
21 лютого 2024 року розпочав мовлення у місцевих МХ Славути (Крупець) та Волочиська.
Зона покриття: м. Хмельницький — 99,9 %; Хмельницька область 80 %; частина Вінницької та Тернопільської областей.